# Aeroporto di Saint-Etienne Bouthéon
L'aeroporto di Saint-Étienne-Loire (citato anche semplicemente come Aéroport de Saint-Etienne o Aéroport de St-Etienne Loire o Aéroport de Saint-Étienne–Bouthéon) è un aeroporto francese situato nel dipartimento della Loira nel territorio della città di Andrézieux-Bouthéon, a quindici minuti dal centro di Saint-Étienne.
È gestito da un ente composto da comunità ed enti pubblici (Consiglio dipartimentale della Loira, Saint-Étienne Métropole, Comunità urbana Loire Forez, Comunità di comuni Forez-Est, CCI Lyon Métropole Saint-Étienne Roanne).
Serve un bacino di utenza di quasi quattro milioni di persone (tra Lione e Clermont-Ferrand).
Ha accesso alla rete autostradale A72.
Questo aeroporto è aperto al traffico commerciale nazionale e internazionale, regolare o meno, ad aerei privati, IFR e VFR.